# Erzincanspor Kulübü
L'Erzincanspor Kulübü è stata una società calcistica turca di Erzincan. 
Fondato nel 1968, il club è stato sciolto nel 2014 a causa di problemi finanziari, dopo aver militato nelle ultime due stagioni nella Bölgesel Amatör Lig. I colori sociali del club erano il rosso ed il nero.
L'eredità del club è stata raccolta in modo non ufficiale dal 24 Erzincanspor.

## Stadio
La squadra giocava le gare casalinghe allo stadio 13 febbraio, impianto della capacità di 6 000 posti a sedere.

## Statistiche
TFF 1. Lig: 1996-1999
TFF 2. Lig: 2003-2009
TFF 3. Lig: 1984-1985
Bölgesel Amatör Lig: 2012-2014
Amatör Futbol Ligleri: 1982-1984, 2009-2010, 2011-2012

## Palmarès

### Competizioni nazionali
- TFF 3. Lig: 3

1984-1985, 1994-1995, 2005-2006